# Gioia Tauro
Gioia Tauro község (comune) Calabria régiójában, Reggio Calabria megyében.

## Fekvése
A megye északnyugati részén fekszik, az azonos nevű öböl partján. Határai: Palmi, Rizziconi, Rosarno, San Ferdinando és Seminara.

## Története
Az ókori Metaurosz városa helyén épült fel, amelyet a Magna Graeciába érkező görög telepesek alapítottak. Korabeli épületeinek nagy része az 1783-as calabriai földrengésben elpusztult. A 19. században nyerte el önállóságát, amikor a Nápolyi Királyságban felszámolták a feudalizmust.

## Népessége
A népesség számának alakulása:

## Kikötője
Kikötője a legnagyobb olaszországi kikötő az átrakodott konténerek számát tekintve, megelőzve Genova és La Spezia kikötőit. Európában a harmadik (Rotterdam és Hamburg után). 2002-ben 3 000 000 TEU-nak megfelelő terméket   rakodtak át. A kikötő átvette Málta szerepét az Észak-Amerika és Távol-Kelet közötti átrakodás terén.

## Főbb látnivalói
- Sant’Ippolito-katedrális
- Sant’Antonio-templom
- San Gaetano Catanoso-templom
- San Francesco di Paola-templom
- Madonna dell’Immacolata-templom
- Sacra Famiglia-templom
- Madonna di Porto Salvo-templom